# Libysch-Ägyptischer Grenzkrieg
Der Grenzkrieg zwischen Libyen und Ägypten war ein kurzer Grenzkrieg zwischen den beiden nordafrikanischen Staaten im Juli 1977.
Am 20. Juli 1977 beschossen libysche Artillerieeinheiten die ägyptische Grenzstadt Sallum (auch Sollum) und den Halfaya-Pass, nachdem ein Protestmarsch mit mehreren Hundert aufgebrachten Libyern bei as-Sallum von ägyptischen Soldaten gestoppt worden war. Die Libyer wollten gegen die Annäherung Ägyptens an Israel in Kairo demonstrieren. Beide Seiten attackierten sich verbal auf das Härteste und machten sich gegenseitig für den Konflikt verantwortlich.

## Verlauf der Kampfhandlungen
Am 21. Juli 1977 drangen Panzerverbände und motorisierte Infanterieeinheiten der Streitkräfte Ägyptens ebenfalls unterstützt von Artillerieeinheiten in das Grenzgebiet vor und erwiderten das libysche Artilleriefeuer. Rund zwei Divisionen der ägyptischen 1. Armee, die üblicherweise um Kairo stationiert waren, wurden an die Grenze zu Libyen beordert. Die ägyptischen Luftstreitkräfte griffen mit Kampfflugzeugen vom Typ Suchoi Su-20 und MiG-21 Militärstützpunkte der libyschen Armee nahe der Grenze an. Zwei Radaranlagen und eine Flugabwehrraketenstellung in der Oase al-Dschaghbub und an der Mittelmeerküste nahe der Stadt Bardiyya wurden zerstört. Teile der ägyptischen 3. Panzerdivision stießen in Richtung der libyschen Stadt Musaid (Musaed) hinter der gemeinsamen Grenze vor. Nach unbestätigten Berichten sollen auch sowjetische Techniker (Militärberater) umgekommen sein.
Am 22. Juli 1977 griffen die ägyptischen Luftstreitkräfte in einer zweiten Welle mit Kampfflugzeugen vom Typ Su-20 und MiG-21 die libyschen Luftwaffenstützpunkte bei al-Adam (Gamal Abdul Nasser Airport südlich von Tobruk) und al-Kurta an, dabei sollen nach ägyptischen Angaben sieben libysche Flugzeuge am Boden zerstört worden sein. Ein ägyptisches Kampfflugzeug vom Typ MiG-21 Fishbed wurde bei dem Angriff von einer libyschen Fliegerfaust vom Typ SA-7 Grail abgeschossen. Auch der Flugplatz der Oase Kufra wurde von ägyptischen Kampfjets angegriffen. Einige ägyptische Fallschirmjäger sollen bereits hinter den libyschen Linien abgesprungen sein. Die überraschte libysche Luftverteidigung, unterstützt von Kampfflugzeugen vom Typ Mirage V und einigen Hubschraubern vom Typ Mi-8, ausgerüstet mit Geräten für elektronische Gegenmaßnahmen (ECM), nahm die Verfolgung der angreifenden ägyptischen Flugzeuge auf und schoss ein Kampfflugzeug vom Typ MiG-21 Fishbed ab. Eine libysche Maschine vom Typ Mirage V wurde durch eine SA-7-Fliegerfaust abgeschossen.
Am 23. Juli 1977 griffen die ägyptischen Luftstreitkräfte in einer dritten Welle mit Kampfflugzeugen den libyschen Luftwaffenstützpunkt bei al-Adam an. Zu diesem Zeitpunkt befanden sich aber alle libyschen Maschinen in der Luft. Ein libysches Kampfflugzeug vom Typ Mirage 5DE schoss eine ägyptische MiG-21 Fishbed ab. Der Luftwaffenstützpunkt al-Adam wurde schwer beschädigt. Libysche Kampfflugzeuge griffen den ägyptischen Stützpunkt Marsa Matruh und andere Ziele an der Grenze an.
Drei libysche Mirage und eine MiG-21 Fishbed wurden am 24. Juli 1977 von ägyptischen Abfangjägern und Flugabwehrstellungen nach ägyptischen Angaben abgeschossen. Außerdem wurde eine Terroristen-Basis in Libyen ca. 35 km von der Grenze entfernt zerstört.

## Waffenstillstand und Folgen
Nach Vermittlung arabischer Staaten, u. a. Algeriens sowie des Führers der PLO, Jassir Arafat, wurden die Kämpfe eingestellt, nachdem der ägyptische Präsident Anwar as-Sadat am 24. Juli 1977 die Anweisung gab, alle Angriffe zu stoppen und einem Waffenstillstand zustimmte. Die Kampfhandlungen wurden tags darauf endgültig beendet. Die Spaltung in der arabischen Welt dauerten auch nach dem Konflikt unvermindert an und wurden als schwerer Rückschlag ihrer Position gewertet. Viele konservative arabische Länder bekundeten Sympathie für Ägypten unter Anwar as-Sadat, die sogenannten sozialrevolutionär-progressiven Staaten befürworteten die libysche Haltung unter Muammar al-Gaddafi.
Im August 1977 wurde ein Austausch der Kriegsgefangenen zwischen Libyen und Ägypten vereinbart und führte zu einer ersten Entspannung zwischen beiden arabischen Staaten. Während der viertägigen Kampfhandlungen wurden auf libyscher Seite etwa 400 Soldaten verletzt oder getötet, die ägyptischen Verluste beliefen sich auf rund 100 Mann.